# Rhapsodie des Satans
Rhapsodie des Satans ist ein italienisches Stummfilm-Melodram, das Nino Oxilia für die Società Italiana Cines drehte. Das Drehbuch schrieb Alberto Fassini nach einem Gedicht von Fausto Maria Martini (1886–1931) aus dem Jahr 1915. Die Filmmusik komponierte Pietro Mascagni, einer der wichtigsten Vertreter des Verismo. Die Hauptrolle spielte die italienische Stummfilmdiva Lyda Borelli. Der Film wurde aufgrund verschiedener Hindernisse erst 1917 uraufgeführt.

## Handlung
Die Geschichte ist eine quasi feministische Abwandlung des Faust-Stoffes, die Fausto Maria Martini 1915 in ein Gedicht gefasst hatte. Alba d’Oltrevita, eine alternde Dame aus dem Hochadel, verpfändet ihre Seele dem Teufel, der ihr dafür ihre Jugend wiedergeben soll. Denn um sie werben zwei Brüder, Tristano und Sergio, wobei Sergio damit droht, sich umzubringen, wenn sie ihn nicht erhört. Sie aber ist an Sergio gar nicht interessiert, sondern bereitet die Hochzeit mit Tristano vor. Erst als sich Sergio tatsächlich das Leben nimmt, kehren Gefühle wie Reue und Liebe zu ihr zurück. Nun ist sie auch bereit, ihre Vergänglichkeit zu akzeptieren. In diesem Augenblick aber zieht Mephisto sein Versprechen, ihr die Jugend wiederzugeben, zurück, da sie den Vertrag gebrochen habe. Sie verfällt zusehends. Im Schleier geht sie als Sergios Braut ihrem Ende entgegen. 

## Hintergrund
Fausto Maria Martini war ein Dichter, Dramaturg und Literaturkritiker aus der Schule der Crepuscolari, der „Dichter der Dämmerung“, die ästhetisierend und mit Sinn für das Tragische den hoffnungslosen Niedergang der bürgerlichen Kultur besangen. Grundlage für den Film bildete ein langes Versgedicht von Martini, das nicht nur als Drehbuch diente, sondern auch an die Zuschauer als eine Art Opernlibretto verkauft wurde. Mit diesem „Poema cine-musicale“ – so der Untertitel – sollte die kulturelle Aura des Konzert- und Opernbetriebes ins Kino eingeführt werden, um so neue Publikumsschichten zu gewinnen. Der Turiner Nino Oxilia, der seit 1913 Filme drehte, wollte wiederum das Konzept des Gesamtkunstwerkes, wie es Richard Wagner vorschwebte, auf den Film anwenden; hier sollten alle Kunstrichtungen, Dichtung, Musik, Kinematographie unter einem Dach vereinigt wirken. Rhapsodie des Satans war Oxilias letzter Film. Er fiel als Kriegsfreiwilliger 1917 in der ersten Piaveschlacht am Monte Grappa.
Der Film entstand im Winter 1914 auf 1915. Zwar wurde er in einer Privatvorführung Anfang 1915 von den Zuschauern mit großer Begeisterung aufgenommen, doch eine Veröffentlichung wurde ihm aus nicht geklärten Gründen verweigert. Erst nach heftigen Schnitten kam er in Italien im Juli 1917 in die Kinos. In Deutschland wurde er erst nach dem Ersten Weltkrieg im April 1922 uraufgeführt, wobei er am 19. April 1922 der Prüfstelle in einer Originallänge von 4 Akten (949 Metern) vorlag und unter der Nr. 5713 mit einem Jugendverbot belegt wurde. uraufgeführt. Dort wurde er von der Universum-Film A.G. verliehen. Er lief auch unter anderem in Spanien, Portugal, Frankreich und den Vereinigten Staaten.
Der durch seinen Operneinakter Cavalleria rusticana 1889 über Nacht zum Star der italienischen Opernszene gewordene Komponist Pietro Mascagni schrieb eine bildsynchrone symphonische Begleitmusik. Diese sei „weder ‚reine‘ Musik noch sinfonische Dichtung. Es handelt sich vielmehr um eine für den Film zugeschnittene Musik, die eine außerordentliche expressive Qualität besitzt.“ Bei seiner Uraufführung im Augusteo am 3. Juli 1917 dirigierte Mascagni selbst das Orchester im Kino. Eine neue Musikfassung zu Rhapsodie des Satans für Violine und elektrische Gitarre erarbeitete 2014 der Komponist Gabrio Taglietti. Sie wurde bei der Aufführung des Films im Februar 2014 im Auditorium der Musikhochschule zu Mantua von den Musikern Giacomo Baldelli, Maurizio Carrettin und Vittorio Soana live gespielt; die Verse von Fausto Maria Martini rezitierte der Schauspieler Dario Cantarelli.
Die Uraufführungs-Kopie war viragiert und in Teilen handkoloriert. Das Besondere war dabei eine Kombination von monochromer Einfärbung sowie „Schablonenkolorierung einzelner Bildpartien, was wiederum eine außergewöhnliche Palette von Farbnuancen im Film ergibt“. Galt die viragierte Fassung lange Zeit als verschollen, wurde Mitte der 1990er-Jahre in der Cinémathèque Suisse in Lausanne eine Nitrokopie in den originalen Farben des Werks entdeckt, die alle damals bekannten Färbungs-Verfahren enthält. Im Jahr 1996 wurde Rhapsodie des Satans durch das Speziallabor L’Immagine Ritrovata der Cineteca di Bologna unter Zuhilfenahme von Archivbeständen der Cineteca Italiana di Milano und der Cinémathèque Suisse, Lausanne restauriert. Von der Originallänge von 905 Metern konnten in der restaurierten Fassung 850 Meter erhalten werden. Auch die ursprüngliche Farbgebung ließ sich wiederherstellen.
Der Kulturkanal Arte zeigte den Film als Deutsch-Französische Erstausstrahlung am 1. Juni 2007 im deutschen Fernsehen. Die Originalmusik wurde von der Staatsphilharmonie Rheinland-Pfalz unter dem Dirigat von Frank Strobel eingespielt.

## Rezeption
Anthony Kobal nannt Rhapsodie des Satans „eine der besten Leistungen, die das frühe italienische Kino hervorgebracht hat“ und ein Höhepunkt der später so genannten „Frackfilme“ („tail coat film“). Für andere Kritiker war es eine „originelle… Verfilmung der ‚Faust‘-Sage“, wobei Mascagni sich mit der Filmmusik an Wagners Tristan anlehne.